# 瓦氏副油鯰
瓦氏副油鯰，為輻鰭魚綱鯰形目長鬚鯰科的其中一種，分布於南美洲巴拉那河流域，體長可達17公分，棲息在河川底部，屬肉食性，生活習性不明。